# Carlos Aboim Inglez
Carlos Aboim Inglez (5 de enero de 1930 – 13 de febrero de 2002) fue un erudito portugués de ideología comunista. Fue militante y líder del Partido Comunista Portugués. Se unió al partido en 1946 (a la edad de 16 años).
En 1953, fue designado oficial del PCP. Fue encarcelado durante el régimen Estado Novo.
Tenía un gran interés en la poesía portuguesa, denotado sobre todo por su inclusión de notas sobre poesía en el periódico comunista Avante!. Estaba interesado en las relaciones entre pensamiento materialista y la controversia medieval entre realismo y nominalismo.
Pidió que, cuando muriera, fuera incinerado ante el sonido del “Coro de los Esclavos” de la ópera Nabucco por Verdi.